# 5 Armia Pancerna (ZSRR)
5 Armia Pancerna (ros. 5-я танковая армия) – związek operacyjny Armii Czerwonej z okresu II wojny światowej.

## I formowanie
Sformowana 5 czerwca 1942 pod dowództwem generała majora Aleksandra Liziukowa w składzie: 
- 2 Korpus Pancerny,
- 7 Korpus Pancerny (od lipca 1942),
- 11 Korpus Pancerny,
- 340 Dywizja Strzelecka,
- 19 Samodzielna Brygada Pancerna,
- 66 Samodzielny Gwardyjski Pułk Moździerzy (BM-13),
- oddziały armijne. Przy Armii działała jedna samodzielna kompania karna[1].

5 Armia Pancerna została praktycznie zniszczona w rejonie Kastornoje-Woroneż przez dywizje niemieckiej 2 Armii w pierwszej połowie lipca 1942. 

## II formowanie
Armia odtworzona we wrześniu 1942 pod dowództwem generała majora Pawła Rybałki w składzie: 
- 1 Korpus Pancerny,
- 22 Korpus Pancerny,
- 26 Korpus Pancerny,
- 119 Dywizja Strzelecka,
- oddziały armijne

W czasie walk w rejonie Stalingradu w pierwszym dniu natarcia zniszczyła 2 dywizje rumuńskie ( 5 DP i 14 DP), nie wszystkie jednak pododdziały 5 APanc. wykonały zaplanowane dla nich zadania. Rozformowana 20 kwietnia 1943.

## Dowódcy
- generał major Aleksandr Liziukow (VI-VII 1942),
- generał major Pawieł Rybałko (VII-X 1942),
- generał major Prokofij Romanienko (XI-XII 1942),
- generał porucznik Markian Popow (XII 1942-I 1943),
- generał major/generał porucznik (od marca 1943) Iwan Szlomin (I-IV 1943).